# デンマーク一周

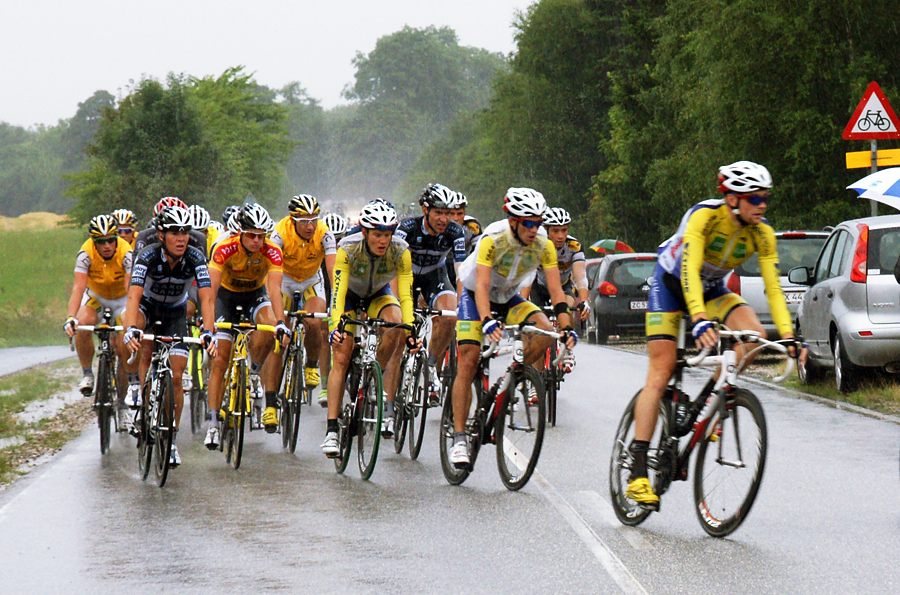
デンマーク一周 2010

デンマーク一周（でんまーくいっしゅう）は、デンマークを舞台に、例年7月下旬ないし8月上旬に開催されている、自転車競技、ロードレースのステージレースの名称。デンマーク郵政公社がスポンサーとなっていることから、ポスト・デンマーク・ルント（Post Danmark Rundt）という名称で知られるレース。デンマーク・ルントという名称が用いられることもある。英語名のツアー・オブ・デンマーク（Tour of Denmark）の名称でも知られる。
1983年に創設。1989年から1994年まで開催されなかったが、1995年に復活してからは、ツール・ド・フランス終了直後ないし開催期間中に行なわれることから、同レースに参加していない選手を中心に強豪選手が毎年集結するハイレベルなレースとなっている。
2005年から2019年までは、UCIヨーロッパツアー2.HCにランクされていた。2020年からUCIプロシリーズ (2.Pro)。

## 歴代優勝者
| 年        | 優勝者                     |
| --------- | -------------------------- |
| 1983      | キム・アンダーセン         |
| 1984      | キム・アンダーセン         |
| 1985      | モレノ・アルジェンティン   |
| 1986      | イェスペア・ウォラ         |
| 1987      | キム・アンダーセン         |
| 1988      | フィル・アンダーソン       |
| 1989-1994 | 中止                       |
| 1995      | ビャルヌ・リース           |
| 1996      | ファブリツィオ・ギディ     |
| 1997      | セルヴァイス・クナーヴェン |
| 1998      | マルク・ストレール         |
| 1999      | タイラー・ハミルトン       |
| 2000      | ロルフ・セレンセン         |
| 2001      | デヴィッド・ミラー         |
| 2002      | ヤコブ・ピール             |
| 2003      | セバスティアン・ラング     |
| 2004      | クルトアスル・アルヴェセン |
| 2005      | イヴァン・バッソ           |
| 2006      | ファビアン・カンチェラーラ |
| 2007      | クルトアスル・アルヴェセン |
| 2008      | ヤコブ・フルサン           |
| 2009      | ヤコブ・フルサン           |
| 2010      | ヤコブ・フルサン           |
| 2011      | サイモン・ジェラン         |
| 2012      | リーウ・ウェストラ         |

| 年   | 優勝者                                                     |                                                            |
| ---- | ---------------------------------------------------------- | ---------------------------------------------------------- |
| 2013 | ウィルコ・ケルダーマン                                     |                                                            |
| 2014 | ミカエル・ヴァルグレン                                     |                                                            |
| 2015 | クリストファー・ユールイェンセン                           |                                                            |
| 2016 | ミカエル・ヴァルグレン                                     |                                                            |
| 2017 | マッズ・ペデルセン                                         |                                                            |
| 2018 | ワウト・ファン・アールト                                   |                                                            |
| 2019 | ニクラス・ラーセン                                         |                                                            |
| 2020 | 新型コロナウイルス感染症の世界的流行 (2019年-)により未開催 | 新型コロナウイルス感染症の世界的流行 (2019年-)により未開催 |
| 2021 | レムコ・イヴェネプール                                     |                                                            |
| 2022 | クリストフ・ラポルト                                       |                                                            |
| 2023 | マス・ピーダスン                                           |                                                            |
| 2024 | アルノー・ドゥリー                                         |                                                            |
| 2025 | マス・ピーダスン                                           |                                                            |